# 迈克尔·奥洛沃坎迪
迈克尔·奥洛沃坎迪（英語：Michael Olowokandi，1975年4月3日—）是一名前美国NBA职业篮球运动员，場上位置為中锋，生于尼日利亚。為1998年的NBA选秀状元，但表現不如預期，被認為是令人失望的選秀，也被美國傳媒《體育畫報》入選二十大歷年來最差選秀榜之一。

## 大學時期
奥洛沃坎迪原就讀於英國布鲁内尔大学，擅長田徑和橄欖球等運動，後來轉往美國太平洋大學就讀。17歲才接觸籃球的他，在美國兩年大學籃球生涯表現出色，因此受到NBA的球探注意，認為他是一個天才中鋒球員。

## NBA時期

### 洛杉矶快船队（1998-2003）
1998-年，快艇隊取得狀元簽並選擇奥洛沃坎迪入隊。剛入隊的奥洛沃坎迪上陣時間不多，但已取得8.9分和7.9籃板的成績，因此被選入NBA最佳新秀陣容第二隊。在往後的幾年中，奥洛沃坎迪雖然也能為球隊貢獻分數與籃板，但與當初眾人對他有「狀元身手」的期望相去甚遠。
2002-03年賽季是奥洛沃坎迪與快艇隊簽訂合約的最後一年，這一季奥洛沃坎迪的攻守數據變得十分漂亮：12.3分、9.1籃板和2.19封阻，均是職業生涯最好的成績，不過正由於這是他的「合約年」，所以不少人都懷疑他只是為了爭取下一張高額合約而拼成績。

### 明尼苏达森林狼队（2003-2006）
2003-04年賽季轉隊至明尼蘇達灰狼隊後，果然一如眾人所料，成績跌至生涯新低，並且已非球隊主力。
2005-06年賽季中期，灰狼隊與東區另一支下游球隊波士頓塞爾提克隊互換球員，奥洛沃坎迪亦於此次交易中被送至波士頓。

### 波士顿凯尔特人队（2006-2007）
在波士頓的一年多，奥洛沃坎迪並無太大的表現，共只出賽40場。2006-07年賽季結束後，再無球隊續約，成為自由球員。

## 評價
球迷和球評對於奥洛沃坎迪的評價，被稱為「史上最糟狀元」，由於他並不符合各界對「選秀狀元」的期望，尤其是前有艾倫·艾佛森（1996年選秀狀元）、提姆·鄧肯（1997年選秀狀元），後有埃尔顿·布兰德（1999年選秀狀元）、肯扬·馬丁（2000年選秀狀元）、姚明（2002年選秀狀元）、勒布朗·詹姆斯（2003年選秀狀元）、德懷特·霍華（2004年選秀狀元）等等出色的新秀，奥洛沃坎迪的表現相較之下更令人失望。